# Elena Barraquer i Compte
Elena Barraquer i Compte (Barcelona, 30 de maig de 1954) és una oftalmóloga catalana, especialitzada en cirurgia de cataracta i trasplantament de còrnia.
Formada a Barcelona i a diverses universitats dels EUA, pertany a la quarta generació d'oftlalmòlegs de la família Barraquer, filla de Joaquim Barraquer i Moner i neta d'Ignasi Barraquer i Barraquer. Després de viure 25 anys als EUA i Itàlia va tornar a Barcelona l'any 2002 per dedicar-se al Centre d'Oftalmologia Barraquer i, des del 2004, a través de la Fundació Barraquer, a realitzar expedicions solidàries a països que no tenen mitjans per poder dur a terme l'operació de cataracta. El 2004 va realitzar el seu primer viatge humanitari a Àfrica amb la col·laboració de l'ONG SOS Infància Solidària. El 2012 va viatjar a set països d'Àfrica -Senegal, Gabon, Kenya, Moçambic, Camerun, Níger i Marroc- on va operar gratuïtament de cataractes a 975 persones. El 2012 va rebre la medalla d'Honor de Barcelona en reconeixement de la seva brillant trajectòria professional i les seves valuoses aportacions en el camp de l'oftalmologia. Des del 2013, opera també gratuïtament a la Clínica Barraquer de Barcelona a persones sense recursos amb cataractes greus.
El 2025 fou inclosa a la llista Forbes de les 100 dones més influents de Catalunya.